# 투란 저지

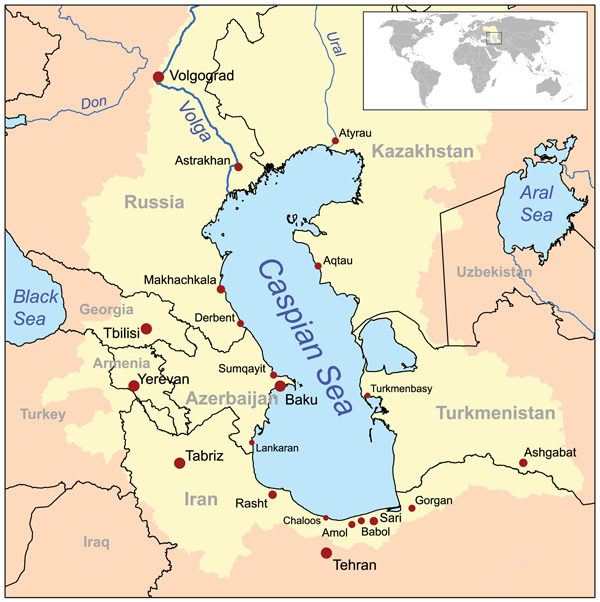
Map of the Caspian and Aral sea, yellow shading indicates Caspian drainage basin

투란 저지(Turan低地)는 투르크메니스탄 남부에서 우즈베키스탄을 거쳐 카자흐스탄까지 펼쳐진 건조한 저지이다. 카스피해의 동쪽, 아랄해의 남동쪽에 위치한다. 1년의 평균 강우량은 380mm가 채 되지 않는다. 카라쿰 사막은 투란 저지의 남부에 위치한다.
투란 저지에서 가장 큰 도시는 투르크메니스탄의 다쇼구즈와 우즈베키스탄의 누쿠스와 우르겐치이다.